# Злочинні касти
Злочинні касти або «злочинні племена» (англ. Criminal tribes) — громади Індії, визначені британськими колонізаторами, як «злочинні». Термін описує як касту, так і народність чи релігійну секту. Зокрема до числа «злочинних» була віднесена народність белуджів (англ. Baloch) і релігійна секта Тугів.

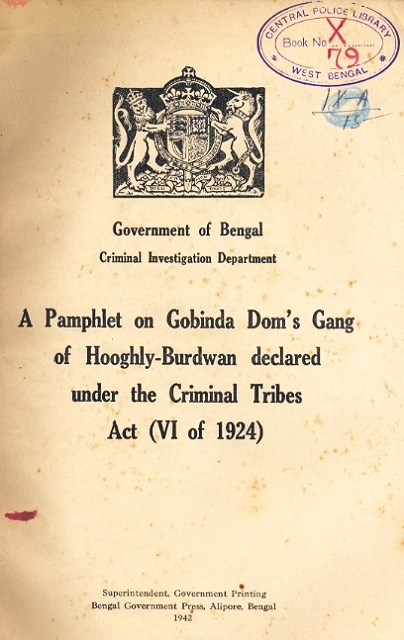
Памфлет на закони про злочинні касти

Коло «злочинних каст» було визначено серією законів «Про злочинні касти» (Criminals Tribes Act), які приймалися в 1871, 1876 роках (їх дію було поширено на Бенгальське президентство), 1911 року (розширено на Мадраське президентство), які були об'єднані в остаточному законі «Про злочинні касти» 1924 року.
Згідно з вимогами цих законів, «злочинна каста» визначалася, як громада, члени якої «систематично брали участь у скоєнні злочинів». Згідно з принципом колективної відповідальності, кожен чоловік, що належав до цієї касти старше 14 років був зобов'язаний регулярно відмічатися в поліції, навіть якщо він особисто і не звинувачувався у скоєнні будь-яких злочинів. Свобода пересування для таких осіб скасовувалася.
На момент отримання Індією незалежності в 1947 році налічувалося 127 злочинних каст загальною чисельністю 13 млн чол. Всі вони перебували під постійним наглядом, і арештовувалися без ордера у разі залишення приписаного їм району проживання.
Серія законів, прийнятих незалежної Індією у 1949, 1952 і 1961, скасувала дискримінаційні положення закону «Про злочинні касти», ввівши нову термінологію «нетитульної» (англ. Denotified) касти. На сьогоднішній день в Індії налічується 313 «кочових» і 198 «нетитульних» каст загальною чисельністю до 60 млн чол. Багато хто з них до цих пір є жертвою глибоко укорінених стереотипів, і зустрічаються з ворожим ставленням поліції і мас-медіа. Продовжує застосовуватися ярлик «вімукту джати» (колишніх «злочинних каст»).

## Походження
Для традиційного суспільства Індії характерно вкрай складний кастовий устрій, який налічує буквально тисячі різних каст. В умовах кастової професійної спеціалізації деякі касти обрали своєю «професією» скоєння злочинів. Широку «популярність» у ряді районів Індії отримала кочова каста канджарів (англ. Kanjar), що займаються викраденням людей, злодійством і проституцією. До числа інших подібних каст відносяться, зокрема, касти баухарі, колі, кочова каста панджаро, яка практикувала крадіжку худоби. «Спеціалізувалася» на проституції каста Харні та ін. З розвитком залізниць з'явилася навіть каста бхампта, що обрала своєю «професією» залізничні крадіжки.
До числа найбільш небезпечних «злочинних каст» Північної Індії входить також каста барвар (англ. Bawariya), яка спеціалізувалася на бойових мистецтвах, і за своїм становищем у суспільстві була близька до «недоторканних».
Всесвітньої популярності «домоглася» релігійна секта Тугів, практикуючих ритуальні удушення в ім'я богині смерті Калі. Хоча секта і була розгромлена в 1830 -х роках, окремі згадки про діяльність Тугів зустрічаються до кінця XIX століття.

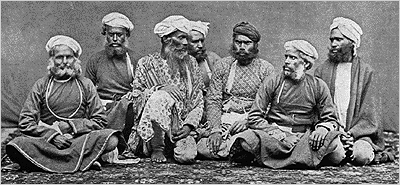
Секта Тугів 1863 рік

Повстання сипаїв 1857 спонукало колонізаторів впорядкувати свої відносини з завойованою Індією. Окремі племінні вожді за свою участь у повстанні були затавровані, як «зрадники». Впливова в Раджастхані каста Мінів (англ. Meenas) спочатку була віднесена до так званих «войовничих рас», проте потім стала для колонізаторів загрозою, і була також зарахована до «злочинних каст», в тому числі через те, що ця каста вела в Раджастхані партизанську війну проти раджпутів .
Згодом колонізатори віднесли до «злочинних каст», зокрема, анти — британський рух ісламських суфіїв Хурів (англ. Hurs), оголосивши поза законом і засудивши до смерті, як «злочинну», всю громаду в повному складі.
Деякі історики, такі, як Давид Арнольд, вказують на існування в Індії ряду невеликих громад, які або належали до низьких каст, або взагалі не знайшли собі ніякого місця в традиційному суспільстві, та вели кочовий спосіб життя. Подібні громади не відповідали британським уявленням про цивілізацію. У XIX столітті серед колонізаторів переважає уявлення, що кочові касти являють собою загрозу для суспільства, і потребують, принаймні, поліцейського нагляду. З середини XIX століття поширюється ідея організації виправних установ для подібних каст.

## Історія
Згідно досліджень 150 років тому ряд громад Індії все ще були кочівниками та займались найчастіше дрібною торгівлею, а іноді також ремеслом, торгували худобою і молочними продуктами. У 1850-і роки подібні касти все більше маргіналізуються. Ставлення британців до кочових каст було в цілому ворожим, на що також вплинуло традиційне для європейців того часу вороже ставлення до циган.
Масове будівництво залізниць завдало сильного удару по кочовий торгівлі, яка почала обмежуватися лише тими районами, в яких нових доріг не було. Крім того, у відповідності з новими законами про ліси британці почали вороже ставиться до лісових кочівників, що збирали в лісах бамбук і пасли свою худобу (зокрема, до подібних каст відноситься каста Сабарів, англ. Sabar people).
Таким чином була оголошена «злочинною» каста Ерукала, або Курру (англ. Yerukala), що жила в лісах за рахунок традиційного полювання і збирання. У 1878 році британці, розраховуючи вирубати ліси, витіснили цю касту на рівнини, після чого почалося повстання. Особливе враження на колонізаторів справив звичай касти вбивати своїх ворогів, таємно слідуючи за ними. До кінця XIX століття ця каста була остаточно витіснена з суспільства, і маргіналізована. У 1911 році вона була визнана «злочинною».
Болісно відбилися на кочових кастах і кілька спалахів голоду в XIX столітті. Крім того, багато племінних вождів кочових каст Північної Індії взяли участь у повстанні сипаїв 1857, отримавши у британців репутацію зрадників. У той же час проходять зіткнення кочівників, що жили на пагорбах з колонізаторами, які прагнули організувати на цих землях плантації.
Основна маса визнань тих чи інших каст «злочинними» починається з 1871—1872 років. В рамках цих заходів обладналися і спеціальні поселення для членів «злочинних каст», в яких їх передбачалося «виправляти» від кримінальних нахилів, головним чином — за допомогою важкої роботи.
Окремим репресіям починає піддаватися знаменита секта тугів . Основним організатором їх розгрому став британський офіцер Вільям Генрі Сліман (англ. William Henry Sleeman). За сприянням 17 асистентів і до 100 співробітників Сліману вдалося зловити 3 тис. тугів, з яких 466 були повішені, 1,564 депортовані і 933 довічно ув'язнені. В цілому до 1850-х років тугі вже були розгромлені. Досягнутий успіх надихнув уряд розгорнути подібну політику в загальноіндійському масштабі.
У 1871-72 роках майже 160 громад отримала від британців клеймо «злочинних каст». Вони були ізольовані від звичайної юстиції. Поліція отримала особливі права з контролю над усіма членами таких каст, навіть над тими особами, які особисто ні в чому не звинувачувалися. Свобода пересування для них скасовувалася.
У 1883 році обговорювалося питання про поширення системи на всю Індію. У 1897 році були прийняті поправки до Закону, наказано місцевій владі організовувати "виправні" поселення для членів "злочинних каст", де б окремо від батьків могли жити хлопчики від 4 до 18 років. У 1911 році дію Закону було розширено на Мадрасське президентство, охопивши, таким чином, практично всю Індію.
Британці організували «виправні» поселення, де передбачалося «виправляти» людей насамперед важкою працею. Паралельно проведено посилення покарань, і поголовне зняття відбитків пальців. Ряд «злочинних каст» були в повному складі поміщені в поселення під нагляд поліції, яка регулярно перевіряла їх на наявність.

## Реформи після здобуття незалежності
У січні 1947 року, уряд Бомбею створив комітет, на чолі з головним міністром Морарджі Десаї, щоб розібратися з питанням «злочинних племен». В серпні 1949 серед 2,300,000 племен була проведена декриміналізація.
Після здобуття незалежності закон про «злочинні касти» був скасований. Вперше він був скасований у провінції Мадрас в 1949 році, після тривалої кампанії на чолі з комуністичними лідерами. Як не дивно, але це призвело до народних хвилювань в селах. У результаті, кількість каст, що підлягали декриміналізації було скорочено. Згодом уряди інших провінцій теж скасували даний закон.